# Sergej Fesikov
Sergej Fesikov (ryska: Сергей Васильевич Фесиков; Sergej Vasiljevitj Fesikov) född 21 januari 1989, är en rysk simmare från Sankt Petersburg som tog OS-brons med det ryska laget på 4x100 m frisim 2012.
Fesikov hade världsrekordet på 100 meter medley (kortbana) mellan 14 november och 12 december 2009. 